# Равнице Десинићке
Равнице Десинићке су насељено место у саставу општине Десинић у Крапинско-загорској жупанији, Хрватска. До територијалне реорганизације у Хрватској налазиле су се у саставу старе општине Преграда.

## Становништво
На попису становништва 2011. године, Равнице Десинићке су имале 161 становника.

## Попис1991.
На попису становништва 1991. године, насељено место Равнице Десинићке је имало 247 становника, следећег националног састава:
| Попис 1991.‍ | Попис 1991.‍ | Попис 1991.‍ | Попис 1991.‍ | Попис 1991.‍ |
| ----------- | ----------- | ----------- | ----------- | ----------- |
|             |             |             |             |             |
| Хрвати      | Хрвати      |             | 246         | 99,59%      |
| непознато   | непознато   |             | 1           | 0,40%       |
| укупно: 247 |             |             |             |             |